# 松岡磐吉

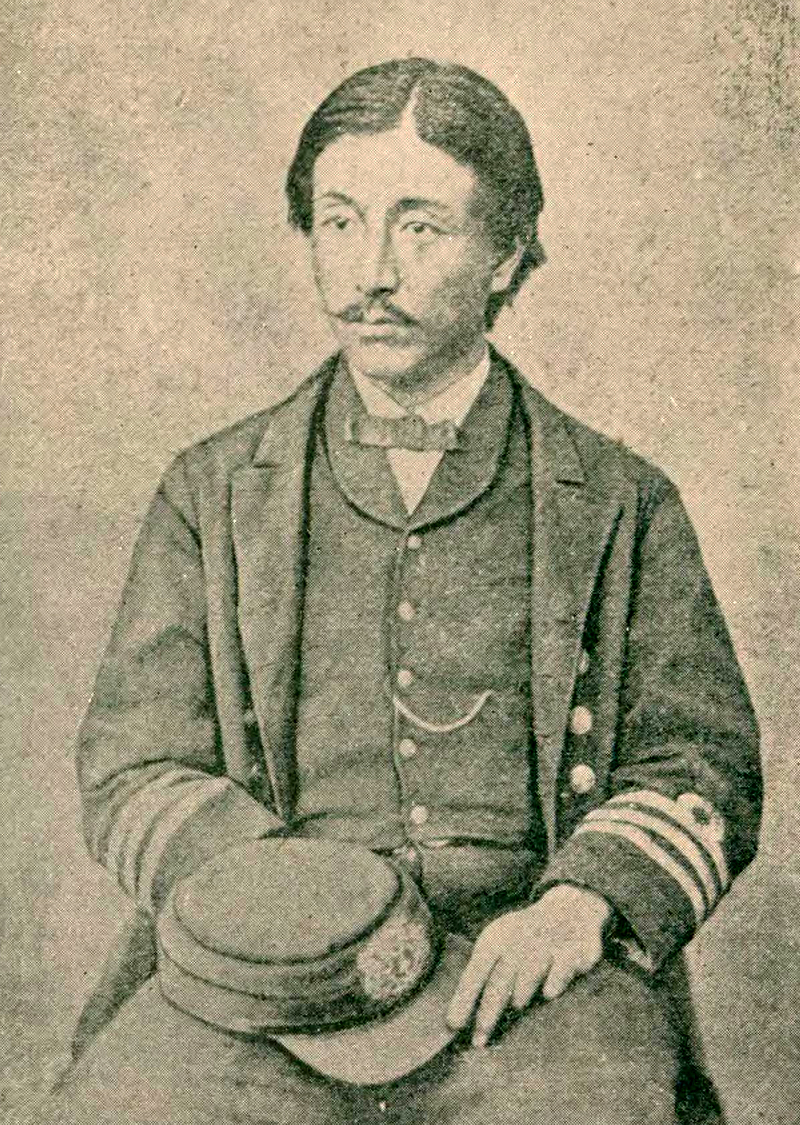
幕府軍艦蟠竜丸艦長・松岡磐吉

松岡 磐吉（まつおか ばんきち、天保12年（1841年） - 明治4年7月5日（1871年8月20日））は、幕末期の幕臣で箱館戦争時に旧幕府軍艦蟠竜丸の艦長をつとめた人物。長崎海軍伝習所2期生。盤吉と表記されることもあるが正しくは磐吉で、読みはばんきち。（松岡四郎次郎や松岡万と混同されたり、血縁のように書かれているものがあるが他人）　諱は惟孝。家紋は三割剣酢漿（かたばみ）。

## 経歴
元は、伊豆韮山代官、江川英龍の家士。江川家元締手代松岡正平の三男（長男・市川来吉、次男・柴弘吉/誠一/貞邦。いずれも養子に行き、磐吉が跡取りであった）として伊豆に生まれ、英龍の小姓をつとめながら、蘭学・砲術を学ぶ。江川家での役は「御鉄砲方」。剣は練兵館で神道無念流皆伝を得る。
安政3年（1856年）、15歳の頃より、長崎海軍伝習所でオランダ人教官から海軍術を学び、卒業後は10代で江戸築地の軍艦操練所の教授方を務める。安政6年（1859年）日本初の沿海測量を実施して海図を作成。安政7年（改元され万延元年）（1860年）、咸臨丸の測量方士官として渡米。帰国後、列強により所有されかかっていた小笠原諸島の回収任務に赴き、塚本恒輔とともに母島の測量地図作成を担当した。
慶応4年（1868年）8月20日0時、榎本武揚らと共に品川を脱出し、蝦夷地をめざし北上。この時から一貫して蟠竜丸艦長をつとめる。
箱館戦争では、敵味方双方の文書に松岡の操艦の巧みさと冷静な指揮ぶりが記録されている。艦砲射撃で松前城攻めなどを援護したのち、明治2年（1869年）3月25日の宮古湾海戦に参加。しかし暴風雨に遭い、僚艦とはぐれた時に落ち合う約束だった鮫港（八戸）で待機したため参戦には至らなかった。この暴風雨の際も「艦長松岡磐吉は操船の名手で、ロープ1本損なわれなかった」と、乗っていた林董が書き残している。
この帰路、新政府軍の甲鉄艦の追撃を受け、速力差（機関力の差）で逃げ切れないと観念し、一艦で接舷攻撃を挑もうと戦闘準備をする。この時、うろたえる乗組員に「もともと戦うために出撃したのではないか。慌てることなどない、まだ敵艦は遠い。私は身繕いをする」と顔を洗い新しいシャツに着替え、それで乗組員も皆落ち着きを取り戻したというエピソードが残る。その後、甲鉄艦の射程に入ったあたりで絶好の順風が吹き始め、帆走で追撃を振り切って箱館に戻った。
明治2年（1869年）5月11日の箱館総攻撃では、最後の一艦として早朝から縦横に運転して応戦。午前3時頃、敵来襲の報を聞くと、おもむろに服装を整えて香水をつけ「今日は死ぬつもりだからしゃれています」と冗談を言い、悠々と戦闘準備をした。
戦闘が始まると、松岡は双眼鏡を手に着弾を確認しては砲撃を指示し、圧倒的な兵力差にもかかわらず新政府軍艦朝陽丸の火薬庫に砲撃を命中させて轟沈せしめた。これは日本史史上初の軍艦の轟沈記録となる。死者57名。この時、陸兵は、生き残って海上にある新政府軍兵士を陸地から狙撃したが、松岡はこれを禁じた。その後、新政府艦隊から集中砲火をあび、弾薬が尽きるまで応戦したのち、乗組員ともども弁天台場近くに上陸、敵中を突破し弁天台場へ撤退。この時、「船はまたのちに（新政府が）使うこともあるだろうから」と自焼を禁じたが、結局新政府の報復で放火された。弁天台場では、14日まで小銃等で応戦を続けたが、弾薬・飲料水・糧食が尽きたため、永井尚志・相馬主計らと15日に投降した。
5月18日に降伏した箱館政権（蝦夷共和国）総裁榎本武揚らと共に東京の辰口糺問所に収監され、未決のまま在獄2年を過ごした。獄中では英語を学ぶなどしていたが、明治4年（1871年）7月5日5時（午前午後不明）、赦免6ヶ月前にして熱病のため獄中で死亡し、兵部省による仮埋葬（夏季のため）ののち、東京谷中の松岡家菩提寺に葬られた。享年満29〜30歳。明治5年（1872年）1月、榎本武揚ら幹部の赦免とともに、死後赦免された。旧斗南藩士、武田信愛による赦免嘆願書には、松岡の人となりを「気骨本幹ありてよく衆を御す」と書かれている。